# San Pedro Sacatepéquez (Guatemala)
San Pedro Sacatepéquez ist eine rund 15.000 Einwohner zählende Kleinstadt in Guatemala und Verwaltungssitz des gleichnamigen Municipios im Departamento Guatemala. Die Stadt liegt 23 Kilometer nordwestlich von Guatemala-Stadt an der Nationalstraße 5, welche über San Juan Sacatepéquez und Montúfar ins Departamento Baja Verapaz und weiter in den Norden führt.
Das mit 48 km² relativ kleine Municipio erstreckt sich im nordwestlichen Bergland des Departamentos Guatemala auf einer Höhe von etwa 2000 Metern. Es hat insgesamt etwa 35.000 Einwohner, bei denen es sich überwiegend um Cakchiquel handelt. Ein Großteil der Menschen lebt in ländlichen Siedlungen und Dörfern, darunter Vista Hermosa, Buena Vista und Chillani. Nach Südosten hin geht das Bergland in die Ebene von Mixco und Guatemala-Stadt über, auf die sich vom Municipio San Pedro aus eine sehr gute Aussicht bietet.
Angrenzende Municipios sind San Juan Sacatepéquez im Norden, San Raimundo im Nordosten sowie Mixco im Osten und Süden. Im Westen grenzt San Pedro an die Municipios Santo Domingo Xenacoj und Santiago Sacatepéquez im benachbarten Departamento Sacatepéquez.